# Cricotopus albipes
Cricotopus albipes är en tvåvingeart som beskrevs av Chaudhuri och Soumyendra Nath Ghosh 1980. Cricotopus albipes ingår i släktet Cricotopus och familjen fjädermyggor. Inga underarter finns listade i Catalogue of Life.